# Лэнгфорд, Пол
Лэнгфорд, Пол (20 ноября 1945 – 27 июля 2015) — британский историк. С 2000 до конца 2012 года он был ректором Линкольн-колледжа, на этом посту был сменен Генри Ваудхайзеном.
Получив образование в Monmoouth School и Хэртфорд-колледже, Лэнгфорд был избран младшим научным сотрудником (область: современная история) в Линкольн-колледже в 1969 году, стал старшим членом(tutorial fellow) в 1970. Он был лектором в Оксфордском университете в 1971-1994гг., стал доцентом современной истории в 1994, профессором в 1996.
Стал членом Совета по гуманитарным исследованиям в 1995,в 1998 он был назначен председателем и руководителем новообразованного Совета по искусствам и гуманитарным наукам, "бегая по всей стране, успешно убеждая всех, что исследования в искусствах и гуманитарных науках должны финансироваться настолько продуманно и полно, как в социальных и естественных науках." Он занимал этот пост до возвращения в Оксфорд, где он стал ректором Линкольн-колледжа.
Лэнгфорд был членом Королевского исторического общества с 1979,  Британской академии с 1993,  стал почетным членом Хэртфорд-колледжа в 2000 году. В 2002 Шеффилдский университет присвоил ему звание почетного доктора литературы(D.Litt.).
Одна из его известных публикаций -  Учтивое и коммерческое общество. Англия 1727-1783,  она стала частью серии Новой Оксфордской истории.
Пол Лэнгфорд женился на Маргарет Эдвардс, у них был один сын - Хьюго. Он был членом(т.н."свободным человеком", см.: Ливрейные компании) Почтенной компании галантерейщиков.

## Избранная библиография
- P. Langford, The First Rockingham Administration, 1765–6 (Oxford, 1973)
- P. Langford, The Excise Crisis: Society and Politics in the Age of Walpole (Oxford, 1975)
- P. Langford, The Eighteenth Century, 1688–1815 (London, 1976)
- P. Langford and W. B. Todd (eds.), The Writings and Speeches of Edmund Burke, vol. 2 “Party, Parliament, and the American War, 1766–1774.” (Oxford, 1981)
- P. Langford, A Polite and Commercial People: England 1727–1783 (Oxford, 1989)
- P. Langford, Public Life and the Propertied Englishman 1689–1798 (Oxford, 1991)
- P. Langford, Eighteenth-Century Britain: a Very Short Introduction (Oxford, 2000)